# 잭 하시먼
존 엘빈 하시먼(John Elvin Harshman, 1927년 7월 12일 ~ 2013년 8월 17일)은 미국의 전 프로 야구 선수이다. 1948년부터 1960년까지 메이저 리그 베이스볼(MLB)에서 투수, 1루수로 활약하였으며, 좌투좌타였다. 10시즌 동안 뉴욕 자이언츠, 시카고 화이트삭스, 볼티모어 오리올스, 보스턴 레드삭스, 클리블랜드 인디언스에서 뛰었다.